# Jan A.P. Kaczmarek
Jan Andrzej Pawel Kaczmarek (Konin, 29 april 1953 – Krakau, 21 mei 2024) was een Pools componist van voornamelijk filmmuziek.
Kaczmarek was al op jonge leeftijd bezig in de muziek en studeerde rechten aan de Adam Mickiewicz-Universiteit in Poznań. Hij had oorspronkelijk plannen voor een carrière als diplomaat, maar koos voor het componeren en produceren van muziek. Eind jaren zeventig speelde hij in het orkest van het theater van Jerzy Grotowski en begin jaren tachtig gaf hij concerten in theaters door de Verenigde Staten in onder meer Chicago, Los Angeles en New York en later door Europa in onder meer in Londen en Amsterdam. Eind jaren tachtig verhuisde hij terug naar Amerika. Kaczmarek componeerde ook tientallen soundtracks voor films en documentaires, waarmee hij in 2005 een Oscar ontving voor de  beste originele muziek van de film Finding Neverland.
Kaczmarek was tussen 1977 en 2014 gehuwd met Elzbieta Beluszko-Kaczmarek.
Kaczmarek overleed op 21 mei 2024 op 71-jarige leeftijd. Hij leed al jaren aan multisysteemastrofie.

## Filmografie
- 1985: Gra w slepca
- 1990: A haláraítélt
- 1990: Pale Blood
- 1992: Biale malzenstwo
- 1993: Doppelganger
- 1994: Gospel According to Harry
- 1994: Felony
- 1995: Total Eclips
- 1996: Dead Girl
- 1997: Bliss
- 1997: Washington Square
- 1999: Aimée & Jaguar
- 1999: The Third Miracle
- 2000: Lost Souls
- 2001: Quo Vadis
- 2001: Edges of the Lord
- 2002: Unfaithful
- 2004: Finding Neverland
- 2006: Kto nigdy nie zyl (aka: Who Never Lived)
- 2007: Evering
- 2007: The Visitor
- 2007: Hania
- 2008: Passchendaele
- 2008: Karamazovi (aka: The Karamazovs)
- 2009: Horsemen
- 2009: City Island
- 2009: Hachi: A Dog's Tale
- 2009: Get Low
- 2010: Leonie
- 2012: The Time Being
- 2013: Tajemnica Westerplatte (aka: 1939 Battle of Westerplatte)
- 2014: Zwischen Weiten (aka: Inbetween Worlds)
- 2016: Interlude City of a Dead Woman
- 2016: La Habitación
- 2018: Paul, Apostle of Christ
- 2019: Music, War and Love
- 2019: Valley of the Gods

## Overige producties

### Televisiefilms
- 1984: Cien
- 1985: Na wolnosc
- 1990: Do domu
- 1993: Empty Cradle
- 1995: California in Blue
- 2001: A Mother's Fight for Justice
- 2001: Shot in the Heart
- 2006: A Girl Like Me: The Gwen Araujo Story
- 2008: Pinocchio
- 2009: The Courageous Heart of Irena Sendler

### Televisieseries
- 1984: 1944 (miniserie)
- 2007: War and Peace (miniserie)
- 2013: Anna Karenina (miniserie)

### Documentaires
- 2010: The Officer's Wife
- 2013: Joanna
- 2014: Dancing Before the Enemy: How a Teenage Boy Fooled the Nazis and Lived
- 2016: A Classy Broad

## Prijzen en nominaties

### Academy Awards
| Jaar | Titel             | Categorie        | Uitslag  |
| ---- | ----------------- | ---------------- | -------- |
| 2005 | Finding Neverland | Beste filmmuziek | Gewonnen |

### BAFTA Awards
| Jaar | Titel             | Categorie        | Uitslag     |
| ---- | ----------------- | ---------------- | ----------- |
| 2005 | Finding Neverland | Beste filmmuziek | Genomineerd |

### Golden Globe Awards
| Jaar | Titel             | Categorie        | Uitslag     |
| ---- | ----------------- | ---------------- | ----------- |
| 2005 | Finding Neverland | Beste filmmuziek | Genomineerd |